# El comienzo (Live Session)
El comienzo (Live Session) es el primer EP lanzado por Arde La Sangre en versión digital, que también cuenta, en la versión audiovisual, con una introducción en la cual los integrantes comentan acerca de su inicio como banda que se dio en una época complicada a nivel mundial por la pandemia de COVID-19. Sin la posibilidad de hacer una presentación oficial presencial frente a su público, la banda optó por presentar el material con un EP grabado en vivo en el estadio Malvinas Argentinas. El mismo está compuesto por cuatro canciones, también pertenecientes al álbum “La Cura”.

## Grabación
El EP fue grabado el 29 de diciembre del 2020 en estadio Malvinas Argentinas por Nera Gejman y Ale Vázquez. La mezcla estuvo a cargo de Luciano Farelli en Oceanía Records y fue masterizado por Daniel Osorio en Estudio El Ángel.

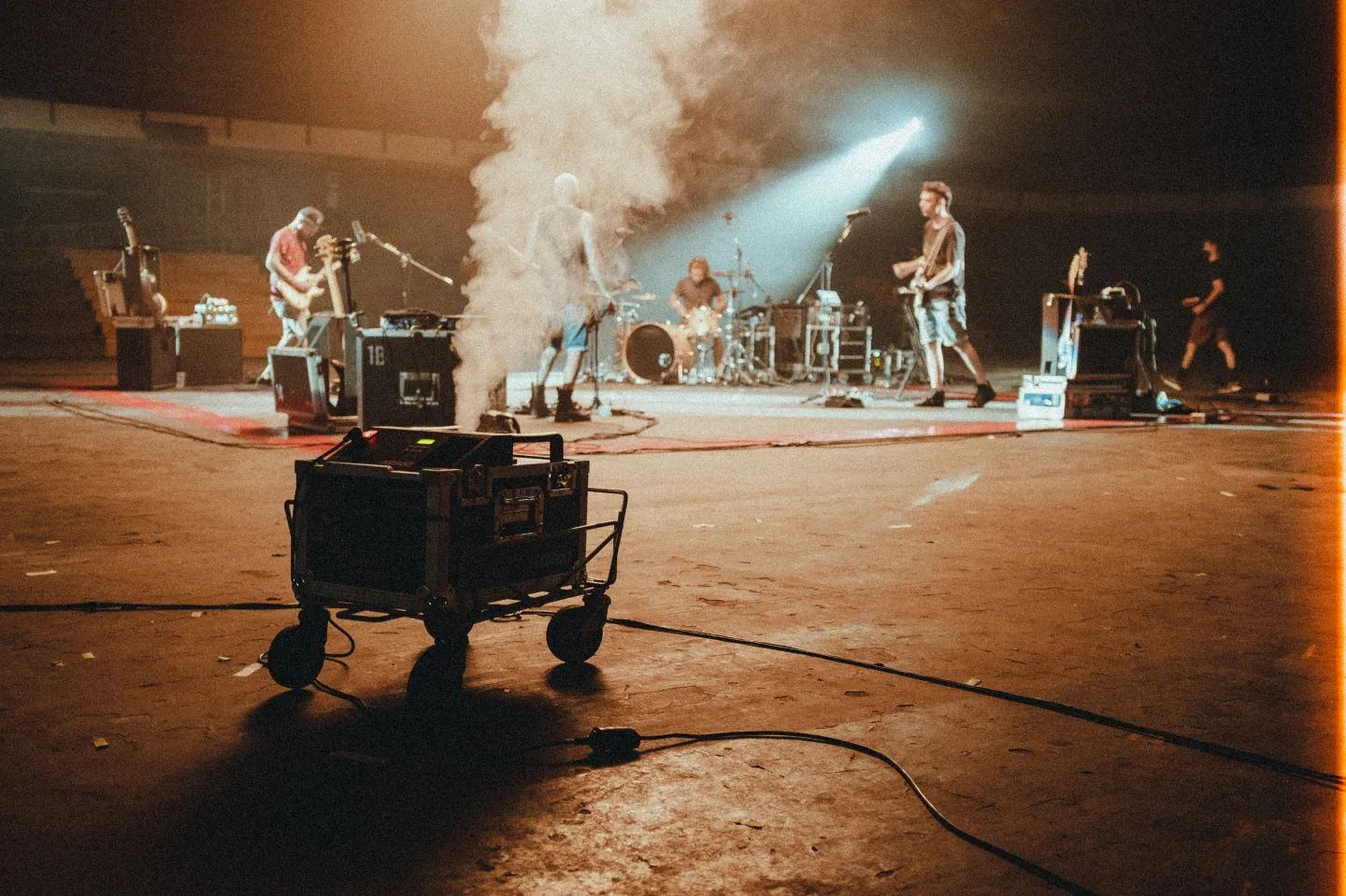
Arde La Sangre, grabación de El Comienzo (Live Session) en el Estadio Malvinas Argentinas. Ph: Laurita Church

Para la grabación fueron utilizados los siguientes equipos y accesorios:
- Guitarras Valoy con modeladores digitales Quad Cortex de Neural DSP y micrófonos de Lake Pickups.

- Bajos Spector y Soame con pedales de Darkglass Electronics y micrófonos de Lake Pickups.

- Para ambos instrumentos se utilizaron cuerdas de D’addario, correas de Lamanta, cables de instrumento KWC y estuches de Iron Case Group.

## Canciones
Todas las canciones escritas y compuestas por Marcelo Corvalán, Luciano Farelli, Ignacio Benavides, Hernán Langer. 
| N.º   | Título                           | Duración |  |
| 1.    | «Hijos del Dolor (Live Session)» | 4:06     |  |
| 2.    | «Lástima (Live Session)»         | 4:32     |  |
| 3.    | «Un Día de Furia (Live Session)» | 4:11     |  |
| 4.    | «Fuego del Cielo (Live Session)» | 3:52     |  |
| 16:42 |                                  |          |  |

## Miembros de la banda
| - Marcelo "Corvata" Corvalán: voz y bajo - Luciano "Tano" Farelli: guitarra, sintetizadores, programación y coros - Ignacio "Nacho" Benavides: batería - Hernán "Tery" Langer: guitarra y coros |